# Kasni ordovicij
Kasni ordovicij  treća je i posljednja od tri geološke epohe ili statigrafskih nizova na koje je podijeljeno razdoblje ordovicija. Obuhvaća vremensko razdoblje od prije 460,9 ± 1,6 do prije 443,7 ± 1,5 milijuna godina.  Prethodi mu srednji ordovicij, a slijedi mu landoveri prva geološka epoha sljedećeg razdoblja silura.

## Podjela
Međunarodno povjerenstvo za stratigrafiju priznaje podjelu kasnog ordovicija na tri podepohe:
- hirnantian, 445,6 ± 1,5 - 443,7 ± 1,5 milijuna godina
- katian, 455,8 ± 1,6 - 445,6 ± 1,5 milijuna godina
- sandbian, 460,9 ± 1,6 - 455,8 ± 1,6 milijuna godina

## Stratigrafska podjela i GSSP
Stratigrafski početak kasnog ordovicija, podudara se sa slojevima sandbiana i karakterizira ga pojava graptolita vrste Nemagraptus gracilis.' u geološkim slojevima. Gornja stratigrafska granica kasnog ordovicija, kao i ordovicija općenito, podudara se s početkom silura i definirana je pojavom graptolita vrste Akidograptus ascensus, nedugo prije prve pojave Parakidograptusa acuminatusa.
Globalna stratotipska točka (eng:Global Boundary Stratotype Section and Point - GSSP), koju je Međunarodno povjerenstvo za stratigrafiju uzelo kao referentnu za kasnii ordovicij je korito rijeke Sularp u blizini Fågelsånga, 8 km a istočno od Lunda u pokrajini Scaniiji, u južnoj Švedskoj.